# Aeroportul Municipal Ely
Aeroportul Municipal Ely (IATA: LYU, ICAO: KELO, FAA LID: ELO) este un aeroport din Ely, Minnesota, Comitatul St. Louis, Minnesota, Minnesota, Statele Unite ale Americii ce deservește zona Ely. Aeroportul a fost tranzitat în 2017 de 8 pasageri. A fost numit după zona deservită.
Situat la o altitudine de 444 m, aeroportul dispune de 1 pistă.

## Infrastructură

### Piste
Aeroportul dispune de o singură pistă. Pista 12/30 are suprafața de asfalt și dimensiunile 5.596 picioare × 100 picioare. 